# 헤이스 고든
헤이스 고든(Hayes Gordon, 1920년 2월 25일 ~ 1999년 10월 19일)은 미국의 배우이다.
보스턴에서 태어났으며 시드니에서 사망하였다.

## 영화
- 할리우드 캔틴 (1944)
- 캡틴 인빈서블의 귀환 (1983, The Return of Captain Invincible)
- 스카이 레이더스 (1986)